# سليم صالح
سليم صالح (بالإنجليزية: Salim Saleh)‏ هو موظف مدني أوغندي، ولد في 14 يناير 1960 في أوغندا.